# آلفرد آکیروف
آلفرد آکیروف (عبری: אלפרד אקירוב‎؛ زادهٔ ۱۹۴۱) اهالی کسب‌وکار اهل اسرائیل است.